# Theridion submissum
Theridion submissum là một loài nhện trong họ Theridiidae.
Loài này thuộc chi Theridion. Theridion submissum được Willis J. Gertsch & Michael Davis miêu tả năm 1936.